# Acrocercops aethalota
Acrocercops aethalota là một loài bướm đêm thuộc họ Gracillariidae. Nó được tìm thấy ở New Zealand. Ấu trùng ăn Panax arboreum.